# DNA Show Vol.1
DNA Show Vol.1 (estilizado como DなSHOW Vol.1) foi a quarta turnê japonesa do cantor sul-coreano Daesung, realizada em apoio a seu quarto extended play (EP) Delight 2 (2017). Ela iniciou-se em 11 de agosto de 2017 e encerrou-se em 7 de janeiro de 2018, com um total de 41 concertos.  

## Antecedentes e concepção
Após Daesung realizar com êxito, sua primeira turnê nas arenas de cúpula japonesas em abril de 2017, foi anunciado em 26 de junho, que o mesmo iria realizar uma turnê japonesa com 28 apresentações, com início para agosto do mesmo ano. Devido a alta demanda, onde mais de 350 mil pessoas requisitaram os ingressos, sendo seis vezes mais que o número de público esperado, foram adicionados mais onze apresentações, elevando o número de concertos da turnê para 39 em dezoito cidades japonesas. Mais tarde em 11 de agosto, dois concertos finais foram adicionados para o Hawaii Theatre em Honolulu, o que tornou a primeira vez, que Daesung realizou uma turnê nos Estados Unidos como um solista. 
A turnê foi produzida com o intuito de trazer aos concertos além de música, blocos de bate papo e jogos de Daesung com o fãs, em um cenário de um restaurante de luxo. Daesung foi elogiado por sua sagacidade e humor, e não seguiu um roteiro no palco. A turnê foi a última realizada antes de sua pausa programada para o serviço militar obrigatório. Ele explicou o significado do título dizendo que: " [...] A razão pela qual eu coloquei 'vol. 1 ' no título desta turnê, é porque eu gostaria de continuar essa turnê mesmo após minha longa ausência, através do 'Vol.2' e 'Vol. 3'.

## Repertório
O repertório abaixo é representativo do concerto ocorrido em 11 de agosto de 2017 em Urayasu, não correspondendo necessariamente aos outros concertos da turnê.
1. "D-Day"
2. "Venus"
3. "Egao no Yukue"
4. "Dounimo Tomaranai"
5. "Furui Nikki"
6. "Look at Me, Gwisun"

## Datas da turnê
| Data                                        | Cidade    | País           | Local                                                | Público |
| ------------------------------------------- | --------- | -------------- | ---------------------------------------------------- | ------- |
| 11 de agosto de 2017                        | Urayasu   | Japão          | Maihama Amphitheater                                 | 88,000  |
| 12 de agosto de 2017                        | Urayasu   | Japão          | Maihama Amphitheater                                 | 88,000  |
| 16 de agosto de 2017                        | Fukuoka   | Japão          | Fukuoka Sunpalace                                    | 88,000  |
| 17 de agosto de 2017 (duas apresentações)   | Fukuoka   | Japão          | Fukuoka Sunpalace                                    | 88,000  |
| 25 de agosto de 2017 (duas apresentações)   | Osaka     | Japão          | Orix Theater                                         | 88,000  |
| 30 de agosto de 2017                        | Sendai    | Japão          | Sendai Sun Plaza                                     | 88,000  |
| 6 de setembro de 2017                       | Nagoia    | Japão          | Aichi Prefectural Art Theater                        | 88,000  |
| 7 de setembro de 2017 (duas apresentações)  | Nagoia    | Japão          | Aichi Prefectural Art Theater                        | 88,000  |
| 9 de setembro de 2017 (duas apresentações)  | Saitama   | Japão          | Saitamashi Bunka Center                              | 88,000  |
| 17 de setembro de 2017                      | Hokkaido  | Japão          | Nitori Culture Hall                                  | 88,000  |
| 18 de setembro de 2017                      | Hokkaido  | Japão          | Nitori Culture Hall                                  | 88,000  |
| 22 de setembro de 2017                      | Hiroshima | Japão          | Hiroshimabunkagakuen HBG Hall                        | 88,000  |
| 23 de setembro de 2017                      | Oita      | Japão          | Iichiko synthesis Cultural Center Guranshiata        | 88,000  |
| 25 de setembro de 2017                      | Kagoshima | Japão          | Kagoshima Cultural Hall                              | 88,000  |
| 27 de setembro de 2017                      | Nagasaki  | Japão          | Nagasaki Brick Hall                                  | 88,000  |
| 30 de setembro de 2017 (duas apresentações) | Otsu      | Japão          | Shiga Prefectural Art Theater Biwako Hall Great Hall | 88,000  |
| 1 de outubro de 2017                        | Kurashiki | Japão          | Kurashiki Community Hall                             | 88,000  |
| 3 de outubro de 2017                        | Kobe      | Japão          | Kobe International House                             | 88,000  |
| 6 de outubro de 2017 (duas apresentações)   | Osaka     | Japão          | Orix Theater                                         | 88,000  |
| 8 de outubro de 2017 (duas apresentações)   | Osaka     | Japão          | Orix Theater                                         | 88,000  |
| 9 de outubro de 2017                        | Osaka     | Japão          | Orix Theater                                         | 88,000  |
| 13 de outubro de 2017                       | Urayasu   | Japão          | Maihama Amphitheater                                 | 88,000  |
| 14 de outubro de 2017 (duas apresentações)  | Urayasu   | Japão          | Maihama Amphitheater                                 | 88,000  |
| 17 de outubro de 2017                       | Niigata   | Japão          | Niigata Prefectural Civic Center                     | 88,000  |
| 19 de outubro de 2017                       | Kanazawa  | Japão          | Hokuriku Electric Power Center Honorable Mori Hall   | 88,000  |
| 22 de outubro de 2017                       | Osaka     | Japão          | Orix Theater                                         | 88,000  |
| 25 de outubro de 2017 (duas apresentações)  | Tóquio    | Japão          | Nakano Sun Plaza                                     | 88,000  |
| 27 de outubro de 2017                       | Yokohama  | Japão          | Pacifico Yokohama                                    | 88,000  |
| 31 de outubro de 2017 (duas apresentações)  | Kobe      | Japão          | Kobe International House                             | 88,000  |
| 6 de janeiro de 2018                        | Honolulu  | Estados Unidos | Hawaii Theatre                                       | 2,700   |
| 7 de janeiro de 2018                        | Honolulu  | Estados Unidos | Hawaii Theatre                                       | 2,700   |
| Total                                       | Total     | Total          | Total                                                | 90,700  |